# Породження пекла (фільм)
Породження пекла (англ. Hellbound) — американський фільм жахів 1994 року, режисера Аарона Норріса.

## Сюжет
Річард Левине Серце, будучи в Хрестовому поході, запроторив посланця Сатани — Просатаноса (незнищенне породження пекла, що несе зло людству) у склеп. І було пророцтво: прийдуть два лицарі різної крові й переможуть посланця пекла. Під час проведених розкопок, у наші дні, демон вибрався назовні. Розслідуючи вбивство рабина, що занадто близько дібрався до потойбічних сил зла, двоє поліцейських попадають у древній Єрусалим.

## У ролях
- Чак Норріс — Френк Шаттер
- Келвін Левелс — Келвін Джексон
- Крістофер Нім — Локлі
- Ширі Дж. Вілсон — Леслі
- Девід Робб — король Річард
- Шері Френклін — капітан Халл
- Джек Едаліст — Крігер
- Ерез Атар — Бізі
- Джек Мессінджер — Махоні
- Елкі Джейкобс — Морт
- Ніко Нітай — чернець
- Шабтай Конорті — Фарук
- Альберт Ілуз — Ахмед